# 除蟲菊酯

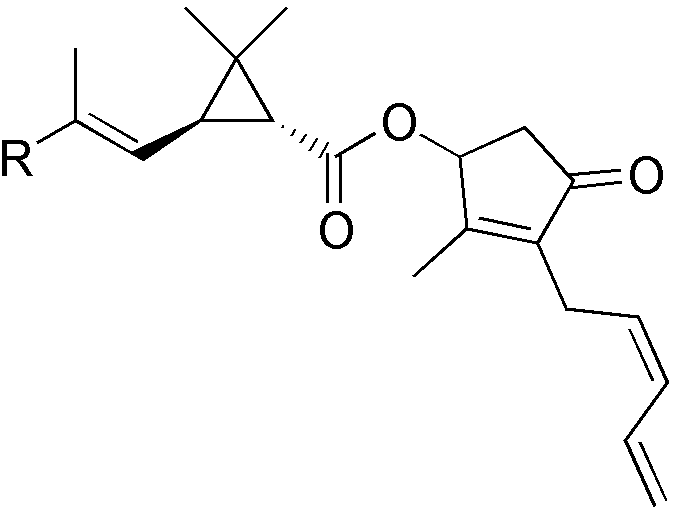
除虫菊酯Ⅰ——R = CH_{3}
除虫菊酯Ⅱ——R = CO_{2}CH_{3}

除虫菊酯，存在于除虫菊（一种菊科植物）的叶子、茎杆，特别是花中，对昆虫具有很强的毒杀作用。把除虫菊的花收集起来晾干，与木屑、香料等混在一起做成烟熏剂，点燃后，除虫菊酯即可随烟雾散发出来，飞舞的蚊子一旦接触到它，就会被毒杀，这种烟熏剂是优良的天然“蚊香”。
除虫菊酯的杀虫谱比较广，能够杀灭许多卫生和农林害虫，对人和其他温血动物的毒性也很小，无残毒污染环境。它的缺点是对光的稳定性差，一遇到阳光的照射就容易分解、失效，所以只适合在室内用于防治蚊、蝇，以及蟑螂等卫生害虫，不宜作为农药在田间进行喷洒使用。
从20世纪20年代开始，化学家对除虫菊酯进行了提取、分离等研究，到了40年代就已经基本上弄清了它的分子结构，它是一种含有3碳环的酯类化合物。

## 全合成

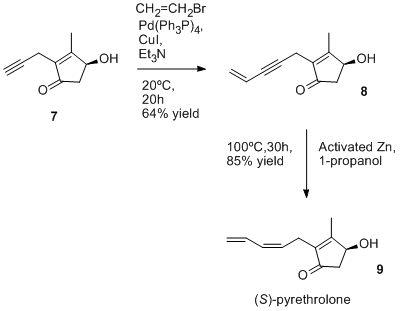
以(S)-4-羟基-3-甲基-2-(2-丙炔基)-2-环戊烯-1-酮合成(S)-(Z)-除虫菊醇酮的路线。

除虫菊酯Ⅰ可以通过(+)-反式-菊酸和(S)-(Z)-除虫菊醇酮的酯化合成。这两个前体化合物可以通过下面的方法合成：

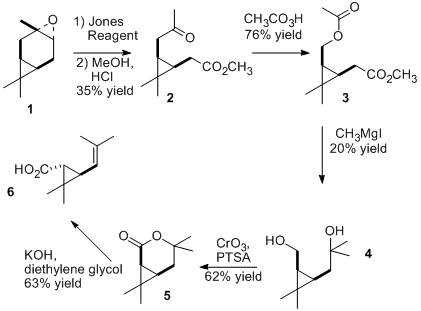
以(+)-3α,4α-环氧蒈烷 (1)为原料合成(+)-反式-菊酸的路线。